# Walter Zechlin

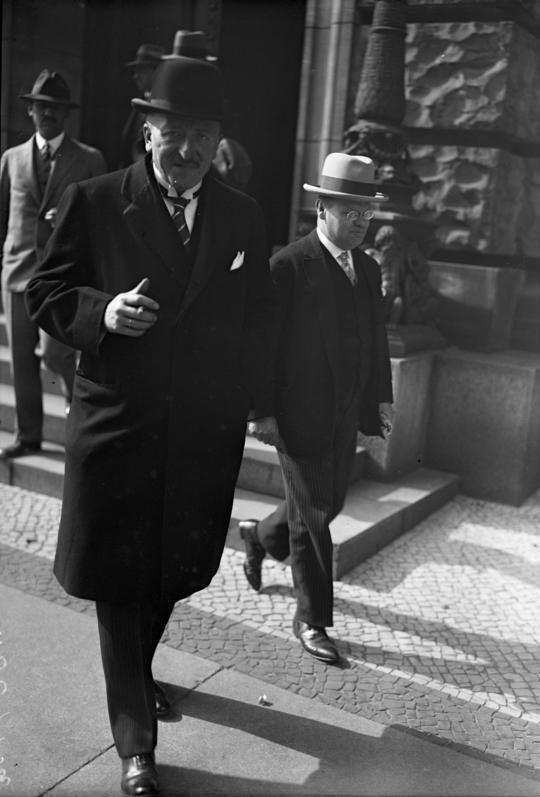
Walter Zechlin (rechts) mit Carl von Schubert, 1926

Walter Zechlin (* 25. November 1879 in Schivelbein, Hinterpommern; † 24. Januar 1962 in Lüneburg) war ein deutscher Diplomat und Staatsbeamter.

## Leben und Wirken
Zechlin wurde 1879 als Sohn des Lyzeums- und Seminardirektors Arthur Zechlin geboren. Er war der Bruder von Erich Zechlin und ein entfernter Verwandter des Historikers Egmont Zechlin.  Nach dem Schulbesuch und dem Abitur 1899 am Gymnasium Johanneum in Lüneburg studierte Walter Zechlin Rechtswissenschaften und orientalische Sprachen. Er promovierte und trat dann 1903 in den Auswärtigen Dienst ein. 1912 wurde er Geschäftsträger der deutschen Gesandtschaft in Addis Abeba im damaligen Abessinien und damit dort deutscher Botschafter, was er bis Ende 1913 blieb. Von 1914 bis 1917 war er kaiserlicher Konsul im spanisch-marokkanischen Tétouan. Aufgrund von Anschuldigungen der Entente-Mächte, an der Aufwiegelung von Einheimischen gegen die Franzosen beteiligt gewesen zu sein, was man als deutsche Kriegsaktion bewertete, wurde Zechlin schließlich auf Bitten der spanischen Regierung 1917 an die Botschaft in Madrid versetzt.
1919 trat Zechlin, der Mitglied der SPD bzw. MSPD war, in die Vereinigte Presseabteilung der Reichsregierung und des Auswärtigen Amtes ein. 1924 wurde er deren stellvertretender Leiter. Am 4. November 1926 wurde er zum Leiter der Presseabteilung und im selben Jahr zum Ministerialdirektor in der Reichskanzlei ernannt. Er blieb auf diesem Posten bis zum 1. Juni 1932, als er anlässlich der Demission der Regierung Brüning seinen Rücktritt einreichte. In seiner Eigenschaft als Pressechef der Reichsregierung trug Zechlin sowohl dem Reichskanzler als auch dem Reichspräsidenten täglich in den Morgenstunden Lageberichte vor, in denen er dem Regierungschef und dem Staatsoberhaupt auf der Grundlage seiner eigenen Zeitungslektüre und der Exzerpte seiner Mitarbeiter eine mündliche Zusammenfassung der innerdeutschen und internationalen Pressestimmen präsentierte.
Zur Jahreswende 1932/1933 wurde Zechlin als deutscher Gesandter nach Mexiko entsandt, wurde aber nach der „Machtergreifung“ im Juli 1933 wegen seiner sozialdemokratischen Orientierung in den einstweiligen Ruhestand versetzt. Er verfasste 1935 und 1936 mehrere Bücher, vorwiegend autobiographischer Natur, und trat eine Reise unter anderem nach Indien, Japan und China an.
Im Jahr 1939 wurde Zechlin wegen kritischer Äußerungen gegenüber dem NS-Regime nach dem „Heimtückegesetz“ angeklagt. Er wurde aber freigesprochen. Zechlin ging danach nach Spanien und arbeitete als persönlicher Berater für den deutschen Botschafter Eberhard von Stohrer und zeitweise für die Abwehr des OKW. Als er sich der Anweisung des Auswärtigen Amtes widersetzte, nach Deutschland zurückzukehren, wurde er am 19. September 1944 ausgebürgert. Nach dem Zweiten Weltkrieg kehrte er an Bord eines britischen Kühlschiffs nach Deutschland zurück, wobei er über Hamburg nach zwei Wochen nach Lüneburg  ging. Nach einer Tätigkeit als Dolmetscher für britische Behörden ging er in die Staatskanzlei nach Hannover, wo er von 1946 bis 1954 erneut als Pressechef, diesmal für den niedersächsischen Ministerpräsidenten Hinrich Wilhelm Kopf, tätig war. 1956 schrieb er seine Autobiographie „Pressechef bei Ebert, Hindenburg und Kopf“, die im Hannoverschen Verlag Schlüter erschien. Am 24. Januar 1962 verstarb Zechlin in Lüneburg.

## Ehrungen
- 1953: Großes Verdienstkreuz der Bundesrepublik Deutschland

## Schriften
als Autor
- Der gewerbliche Lehrvertrag. Dieterich, Göttingen 1905 (zugl. Dissertation, Universität Göttingen 1905).
- Diplomatie und Diplomaten. DVA, Stuttgart 1935.
- Fröhliche Lebensfahrt. Diplomatische und undiplomatische Erinnerungen. DVA, Stuttgart 1936.
- Pressechef bei Ebert, Hindenburg und Kopf. Erlebnisse eines Pressechefs und Diplomaten. Schlüter Verlag, Hannover 1956.
- Die Welt der Diplomatie. 2. Aufl. Athenäum Verlag, Frankfurt/M. 1960.

als Übersetzer
- Hugh Robert Wilson: Lehrjahre eines Diplomaten („The education of a diplomat“). DVA, Stuttgart 1938.